# Lyctus caribeanus
Lyctus caribeanus es una especie de escarabajo de la pólvora del género Lyctus, categorizada en la tribu Lyctini, de la familia Bostrichidae. Fue descrita por Lesne en 1931.

## Distribución
Se distribuye por América del Norte: Dominica, Guadalupe, Guatemala, México, Panamá y Puerto Rico.